# جو تريسي
جو تريسي (بالإنجليزية: Joe Tracy)‏ هو سائق سيارة سباق ومهندس أمريكي، ولد في 22 مارس 1873، وتوفي في 20 مارس 1959 في لونغ آيلند في الولايات المتحدة.